# Soria (provins)

Karta som visar Sorias comarcor.

Provinsen Soria.

Soria är en provins i centrala Spanien och ligger i den östra delen av den autonoma regionen Kastilien och Leon. Provinsen gränsar till provinserna La Rioja, Zaragoza, Guadalajara, Segovia och Burgos. 
Soria är den minst befolkade av alla Spaniens provinser med en densitet på cirka 9 invånare per km². Av provinsens befolkning på 92 221 (2014) bor nästan 40% i huvudstaden Soria.

## Indelning
Soria är indelat i tio comarcor och 183 kommuner. Nästan hälften av kommunerna är samhällen på mindre än 100 personer och 12 kommuner har mer än 1 000 invånare. 

### Comarcor
Soria består av 183 kommuner uppdelade på 10 comarcas:
- Comarca de Almazán
- Comarca de Berlanga
- Comarca de Burgo de Osma
- Comarca de Campo de Gómara
- Comarca de El Valle
- Comarca de Pinares
- Comarca de Soria
- Comarca de Tierras Altas
- Comarca del Moncayo
- Tierra de Medinaceli